# Last Wagon
 Last Wagon ist eine Alternative-Rock-Band aus Wien, die im April 2005 gegründet wurde.

## Geschichte
Das Ziel der Gründungsmitglieder war anfangs, in gesellschaftskritischen Texten aktuelle Themen wie Feinstaub, Raserei, Autowahn und andere verkehrs- und umweltpolitische Themen aufzugreifen und zu karikieren. Nach kurzer Zeit zeichnete sich der erste Erfolg ab: die Dekoration mit dem "VCÖ-Mobilitätspreis 2005", zu dem die Musiker ihr Bandprojekt mit dem Schlagwort "Bewusstseinsbildung unter Jugendlichen" eingereicht hatten. Ende Dezember 2005 wurde auf Bestellung des Bundesministerium für Bildung, Wissenschaft und Kultur eine CD produziert, die für Verkehrserziehung in den Schulen bereitgestellt wird. Bei der Aufnahme wurde die Band von "derherrpetz" von der Band "Hog Meets Frog" unterstützt. In den Songs "Feinstaub", "Unendlicher Splitt", "Freizeitspaß", "Vom langsamen Sterben" und "Lärm" zeigt sich eine junge Band mit ungewöhnlicher Thematik und einem Musikstil, der sich einer Schubladisierung sträubt. Die Konzertpremiere fand am 16. Dezember 2005 in Wien statt.

## Diskografie
- 2005: Particulate Matter